# Strelka (Nóvgorod)
|  | Per a altres significats, vegeu «Strelka». |

Strelka (en rus: Стрелка) és un poble de l'óblast de Nóvgorod, a Rússia, segons el cens del 2011 tenia 76 habitants.